# Aruvanahalli, Maddur
Aruvanahalli là một làng thuộc tehsil Maddur, huyện Mandya, bang Karnataka, Ấn Độ.